# Guapa
Guapa es el nombre del cuarto álbum de estudio de La Oreja de Van Gogh, publicado el 25 de abril de 2006. Este fue el último disco de la banda con Amaia, ya que al año siguiente de ser lanzado, la vocalista anunciaba su partida del grupo. Los singles extraídos de este disco fueron Muñeca de trapo, Dulce locura y Perdida.

## Composición y producción
El disco comenzó a componerse en febrero de 2005, en noviembre del mismo año ya estaban maquetados los 18 temas que probablemente ingresarían en el álbum. Fue grabado en Du Manoir, en (Francia) en diciembre de 2005, del 2 al 23 de ese mes. En enero de 2006 reiniciaron las grabaciones en el estudio PKO de Madrid, y durante toda la grabación estuvieron presentes reporteros de la cadena Cuatro, que más tarde lanzaría un reportaje sobre lo que fue la grabación de Guapa. A pesar de la negativa del grupo de que el CD incluyese un DVD, esto se dio e incluyó imágenes del documental de Cuatro así como comentarios del grupo sobre las canciones.
Nuevamente, está producido por Nigel Walker y su publicación coincide con el décimo aniversario de la creación del grupo. Contiene trece canciones que mezclan el rock y el pop característico de la banda con reggae, ranchera, apuntes de bossa nova, gotas de los 60 y los 70, algún arreglo techno y recuerdos a la música americana. Es el álbum más oscuro de la banda desde Dile al sol y el que más guitarras eléctricas tiene. En este disco se puede notar la madurez artística del grupo tanto en sus letras y melodías en canciones como Noche, Muñeca de Trapo o Perdida, con el desamor, el abandono, el suicidio, la locura, la melancolía y la adicción a las drogas como temas comunes del álbum.

## Lanzamiento
Originalmente el lanzamiento estaba preparado para el 28 de marzo de 2006; sin embargo, una fuerte tormenta provocó daños en la mesa de sonido, por lo que la grabación se aplazó, siendo el lanzamiento del disco retrasado hasta abril. 
Dos días antes de su lanzamiento oficial, la empresa de telefonía Movistar ofrecía un teléfono Sony Ericsson precargado con los 13 temas del álbum, así como el videoclip de Muñeca de Trapo y tres videos del Concierto de la Gira 2003. Esto produjo que para la fecha de lanzamiento oficial, el disco ya se encontrara pirateado. 
A pesar de las filtraciones, para diciembre de 2006 el disco ya tenía siete discos de platino en su haber, haciendo que este fuera el disco más vendido en España en aquel año. El disco ganó el Grammy Latino en 2006 por mejor álbum pop dúo grupo. En 2007 se grabaron dos versiones en italiano de temas de álbum Dolce Follia y Bambola Di Pezza, el disco se editó en Italia el 18 de mayo de 2007, el disco no tuvo promoción por la inesperada salida de Amaia Montero del grupo, lo que llevó al álbum al fracaso.
Las maquetas y canciones inéditas del disco fueron publicadas en la reedición de Guapa.

## Promoción
Nada más salir el disco al mercado, el quinteto donostiarra comenzó su promoción por América tanto América del Norte como el cono sur, recalando en casi todos los países de habla hispana, así como dando un número considerable de recitales en Estados Unidos. Las citas más importantes de este comienzo de gira fueron en el Auditorio Nacional de México DF, (México), país especialmente visitado en esta gira, Luna Park (3 conciertos, Buenos Aires, Argentina) y la que hasta el año 2.009 ha sido la cita más multitudinaria del grupo, en el Estadio San Carlos de Apoquindo (Santiago, Chile). Esta promoción tan potente en América hizo que Guapa alcanzara en el continente unas cifras de ventas muy elevadas, siendo de alrededor de un millón de copias, 250.000 de ellas presumiblemente en EE. UU., cosechando grandes cifras también en México y Argentina y abriéndose paso en el resto de países de centro y Sudamérica donde antes no habían recalado tanto.
Este gran éxito en América junto con las ventas de España que superaron los 560.000 discos hacen de Guapa/Más guapa el tercer disco más vendido de la historia de La Oreja con unas cifras aproximadas de 1.500.000 copias.
Al término de la etapa Guapa, La Oreja llevaba más de 6.000.000 de discos vendidos en todo el mundo así como 51 discos de platino, 26 en España y 25 en América.
El disco permaneció más de 30 semanas en el Top 10 de los discos más vendidos en España, de las cuales 10 semanas -no consecutivas- fueron en el #1, en total resistió más de 75 semanas en la lista y la gran mayoría dentro de los 50 primeros.

## Título
El nombre del su cuarto álbum de estudio Guapa es comentado en la parte trasera del mismo en forma de poema por el grupo:  

Guapa es la historia de quién no se da por vencido en el maravilloso viaje de encontrarse a uno mismo, de quién acepta cumplir años y seguir teniendo miedos, de quién llena la almohada de inseguridades pero al levantarse siempre hace la cama, de quién sonrie como antes: sin darse cuenta, de quién consigue que lo que quiere y lo que le apetece hagan las paces, de quién hace del tiempo un aliado sigiloso que, cada mañana y frente al espejo del alma, le hará sentirse cada vez un poco más guapa.
La Oreja de Van Gogh

En mayo de 2014, se filtró en Youtube las maquetas de: Noche (Llamada "Volar"), A diez centímetros de ti (En inglés), Vuelve (En inglés), Perdida (Maqueta), Manhattan (Maqueta)

## Lista de canciones
| N.º | Título                                | Música                                 | Escritor(es)               | Duración |  |
| 1.  | «Noche»                               | A. Montero y X. San Martín             | Xabi San Martín            | 4:28     |  |
| 2.  | «Muñeca de trapo»                     | A. Montero y X. San Martín             | Pablo Benegas              | 3:55     |  |
| 3.  | «Dulce locura»                        | A. Montero y X. San Martín             | A. Montero y X. San Martín | 3:49     |  |
| 4.  | «Perdida»                             | A. Montero y X. San Martín             | P. Benegas                 | 4:20     |  |
| 5.  | «Vuelve»                              | A. Montero y X. San Martín             | P. Benegas                 | 3:36     |  |
| 6.  | «Escapar»                             | Xabi San Martín                        | Xabi San Martín            | 3:33     |  |
| 7.  | «Irreversible»                        | Xabi San Martín                        | Xabi San Martín            | 3:28     |  |
| 8.  | «A diez centímetros de ti»            | A. Montero y X. San Martín             | Xabi San Martín            | 3:01     |  |
| 9.  | «V.O.S.»                              | X. San Martín                          | Xabi San Martín            | 3:36     |  |
| 10. | «Apareces tú»                         | Amaia Montero                          | Amaia Montero              | 4:33     |  |
| 11. | «Manhattan»                           | A. Montero y X. San Martín             | P. Benegas                 | 2:40     |  |
| 12. | «Mi vida sin ti»                      | A. Montero, P. Benegas y X. San Martín | P. Benegas                 | 4:02     |  |
| 13. | «Cuántos cuentos cuento (Bonustrack)» | X. San Martín                          | Xabi San Martín            | 3:34     |  |

| Edición Digital |                    |                                        |                                                                               |          |  |
| N.º             | Título             | Música                                 | Escritor(es)                                                                  | Duración |  |
| 14.             | «Bambola di pezza» | A. Montero, P. Benegas y X. San Martín | P. Benegas Eros Ramazzotti (Adaptación) Kaballa' (Adaptación)                 | 3:56     |  |
| 15.             | «Dolce follia»     | A. Montero y X. San Martín             | A. Montero y X. San Martín Eros Ramazzotti (Adaptación) Kaballa' (Adaptación) | 3:43     |  |
| 56:00           |                    |                                        |                                                                               |          |  |

## Más guapa (edición especial)
- Este disco Más guapa fue lanzado en España el 5 de diciembre del mismo año. Es una publicación de dos discos, donde incluye 1 CD con todos los temas de su disco Guapa, e incluye otro CD con canciones inéditas, En mi lado del sofá fue el único sencillo promocional.

| N.º | Título | Música                     | Escritor(es)         | Duración |  |
| 1.  | «En mi lado del sofá (Maqueta no incluida en "Guapa")»                                                            | A. Montero y X. San Martín | Pablo Benegas        | 3:30     |  |
| 2.  | «V.O.S. (Maqueta de la canción incluida en "Guapa")»                                                              | X. San Martín              | Xabi San Martín      | 3:18     |  |
| 3.  | «Nuestro mundo (Maqueta no incluida en "Guapa")»                                                                  | A. Montero y X. San Martín | Pablo Benegas        | 3:30     |  |
| 4.  | «Cuántos cuentos cuento (Maqueta de la canción incluida en "Guapa")»                                              | X. San Martín              | Xabi San Martín      | 3:27     |  |
| 5.  | «Amores dormidos (Maqueta de canción estrenada por Edurne)»                                                       | A. Montero y X. San Martín | Pablo Benegas        | 3:47     |  |
| 6.  | «Canción desesperada (Maqueta no incluida en "Guapa")»                                                            | A. Montero y X. San Martín | Pablo Benegas        | 3:34     |  |
| 7.  | «Coronel (Maqueta no incluida en "Lo que te conté mientras te hacías la dormida")»                                | X. San Martín              | Xabi San Martín      | 3:59     |  |
| 8.  | «La paz de tus ojos (Maqueta de la canción incluida en "Lo que te conté mientras te hacías la dormida")»          | A. Montero y X. San Martín | Pablo Benegas        | 4:02     |  |
| 9.  | «Nube (Maqueta no incluida en "El viaje de Copperpot")»                                                           | A. Montero y X. San Martín | Pablo Benegas        | 3:43     |  |
| 10. | «Despacio (Maqueta no incluida en "El viaje de Copperpot")»                                                       | A. Montero y X. San Martín | Pablo Benegas        | 3:59     |  |
| 11. | «Déjate llevar (Cara B del sencillo El 28 de "Dile al sol", no incluida en el álbum)»                             | La Oreja de Van Gogh       | La Oreja de Van Gogh | 3:31     |  |
| 12. | «Aquella ingrata (Incluida en la maqueta de 1997 con la que ganaron el Concurso de pop-rock de San Sebastián)»    | La Oreja de Van Gogh       | La Oreja de Van Gogh | 3:05     |  |
| 13. | «El árbol (Incluida en la maqueta de 1997 con la que ganaron el Concurso de pop-rock de San Sebastián)»           | La Oreja de Van Gogh       | La Oreja de Van Gogh | 3:39     |  |
| 14. | «Escalera a la luna (Incluida en la maqueta de 1997 con la que ganaron el Concurso de pop-rock de San Sebastián)» | La Oreja de Van Gogh       | La Oreja de Van Gogh | 5:43     |  |

## Trivia
- La Oreja de Van Gogh ha grabado la canción Dulce locura en Simlish (idioma de Los Sims) y se puede escuchar en Los Sims 2: Mascotas.
- La portada del sencillo Perdida fue escogida en un concurso abierto por el periódico El Mundo, en el que al final no se hizo pública la portada ganadora.
- La maqueta de Muñeca de Trapo podría no ser de 2005 y sí de 2004, ya que en el Luna Park 2005 hicieron una prueba de audio con la canción que se parece más a la versión del álbum.

## Sencillos
- 2006 Muñeca de trapo
- 2006 Dulce locura
- 2006 Perdida
- 2007 En mi lado del sofá

## Certificaciones
| Territorio     | Organismo certificador                               | Certificación | Ventas certificadas |
| -------------- | ---------------------------------------------------- | ------------- | ------------------- |
| España         | PROMUSICAE                                           | x7 Platino    | +560 000            |
| México         | AMPROFON                                             | Platino       | +100 000            |
| Chile          | Federación Internacional de la Industria Fonográfica | x3 Platino    | +60 000             |
| Argentina      | CAPIF                                                | Platino       | +40 000             |
| Estados Unidos | RIAA                                                 | Oro           | +250 000            |
| Colombia       | ASINCOL                                              | Oro           | +10 000             |

## Lista de ventas
| Lista PROMUSICAE | Lista PROMUSICAE | Lista PROMUSICAE | Lista PROMUSICAE | Lista PROMUSICAE | Lista PROMUSICAE | Lista PROMUSICAE | Lista PROMUSICAE | Lista PROMUSICAE | Lista PROMUSICAE | Lista PROMUSICAE | Lista PROMUSICAE | Lista PROMUSICAE | Lista PROMUSICAE | Lista PROMUSICAE | Lista PROMUSICAE | Lista PROMUSICAE | Lista PROMUSICAE | Lista PROMUSICAE | Lista PROMUSICAE | Lista PROMUSICAE | Lista PROMUSICAE | Lista PROMUSICAE | Lista PROMUSICAE | Lista PROMUSICAE | Lista PROMUSICAE | Lista PROMUSICAE | Lista PROMUSICAE | Lista PROMUSICAE | Lista PROMUSICAE | Lista PROMUSICAE | Lista PROMUSICAE | Lista PROMUSICAE | Lista PROMUSICAE | Lista PROMUSICAE | Lista PROMUSICAE | Lista PROMUSICAE | Lista PROMUSICAE | Lista PROMUSICAE |
| Semana           | 01               | 02               | 03               | 04               | 05               | 06               | 07               | 08               | 09               | 10               | 11               | 12               | 13               | 14               | 15               | 16               | 17               | 18               | 19               | 20               | 21               | 22               | 23               | 24               | 25               | 26               | 27               | 28               | 29               | 30               | 31               | 32               | 33               | 34               | 35               | 36               | 37               | 38               |
| ---------------- | ---------------- | ---------------- | ---------------- | ---------------- | ---------------- | ---------------- | ---------------- | ---------------- | ---------------- | ---------------- | ---------------- | ---------------- | ---------------- | ---------------- | ---------------- | ---------------- | ---------------- | ---------------- | ---------------- | ---------------- | ---------------- | ---------------- | ---------------- | ---------------- | ---------------- | ---------------- | ---------------- | ---------------- | ---------------- | ---------------- | ---------------- | ---------------- | ---------------- | ---------------- | ---------------- | ---------------- | ---------------- | ---------------- |
| Posición         | 1                | 1                | 1                | 1                | 1                | 1                | 1                | 2                | 1                | 1                | 2                | 4                | 4                | 3                | 4                | 4                | 4                | 6                | 7                | 8                | 9                | 14               | 16               | 26               | 18               | 17               | 28               | 29               | 36               | 48               | 58               | 46               | 5                | 12               | 1                | 2                | 2                | 2                |

| Lista PROMUSICAE | Lista PROMUSICAE | Lista PROMUSICAE | Lista PROMUSICAE | Lista PROMUSICAE | Lista PROMUSICAE | Lista PROMUSICAE | Lista PROMUSICAE | Lista PROMUSICAE | Lista PROMUSICAE | Lista PROMUSICAE | Lista PROMUSICAE | Lista PROMUSICAE | Lista PROMUSICAE | Lista PROMUSICAE | Lista PROMUSICAE | Lista PROMUSICAE | Lista PROMUSICAE | Lista PROMUSICAE | Lista PROMUSICAE | Lista PROMUSICAE | Lista PROMUSICAE | Lista PROMUSICAE | Lista PROMUSICAE | Lista PROMUSICAE | Lista PROMUSICAE | Lista PROMUSICAE | Lista PROMUSICAE | Lista PROMUSICAE | Lista PROMUSICAE | Lista PROMUSICAE | Lista PROMUSICAE | Lista PROMUSICAE | Lista PROMUSICAE | Lista PROMUSICAE | Lista PROMUSICAE | Lista PROMUSICAE | Lista PROMUSICAE | Lista PROMUSICAE |
| Semana           | 39               | 40               | 41               | 42               | 43               | 44               | 45               | 46               | 47               | 48               | 49               | 50               | 51               | 52               | 53               | 54               | 55               | 56               | 57               | 58               | 59               | 60               | 61               | 62               | 63               | 64               | 65               | 66               | 67               | 68               | 69               | 70               | 71               | 72               | 73               | 74               | 75               | 76               |
| ---------------- | ---------------- | ---------------- | ---------------- | ---------------- | ---------------- | ---------------- | ---------------- | ---------------- | ---------------- | ---------------- | ---------------- | ---------------- | ---------------- | ---------------- | ---------------- | ---------------- | ---------------- | ---------------- | ---------------- | ---------------- | ---------------- | ---------------- | ---------------- | ---------------- | ---------------- | ---------------- | ---------------- | ---------------- | ---------------- | ---------------- | ---------------- | ---------------- | ---------------- | ---------------- | ---------------- | ---------------- | ---------------- | ---------------- |
| Posición         | 2                | 2                | 2                | 5                | 5                | 3                | 4                | 6                | 7                | 10               | 10               | 13               | 14               | 21               | 21               | 28               | 26               | 24               | 29               | 27               | 29               | 32               | 35               | 34               | 32               | 39               | 36               | 28               | 34               | 30               | 32               | 25               | 32               | 30               | 40               | 64               | 71               | 68               |

| Posición | R92 | 93 | 90 | 93 | 69 | 94 | R71 | 74 | 97 | R91 | R94 | 69 | 89 | R84 | 98 | 100 | 89 | 87 | 94 | 92 | R99 | 84 | 74 | 71 | 61 | 92 | 89 |